# Fentanil
Fentanil (Sublimaz, Actiq, Durogesik, Duragesil, Fentora, Onsolis, Instanil, Abstral) su potentni sintetički narkotični analgetik sa brzim početkom i kratkim trajanjem dejstva. On je jak agonist μ-opioidnog receptora. Istorijski se koristio za lečenje probojnog bola, i često se koristi u pre-procedurama kao olakšavač bola, i kao anestetik u kombinaciji sa benzodiazepiniima.
Fentanil je oko 100 puta potentniji od morfina,, tj. 100 mikrograma fentanila je približno ekvivalentno sa 10  morfina ili 75  petidina (meperidina) u pogledu analgetske aktivnosti. On ima LD50 od 3.1 miligrama po kilogramu kod pacova, i LD50 of 0.03 miligrama po kilogramu kod majmuna.

## Opasnosti i zloupotrebe
Iako je fentanil veoma dobar kao analgetik za neke bolesti i stanja, velika je opasnost od zloupotrebe. Širom sveta su zabeleženi slučajevi zloupotrebe fentanila, tako da ga pojedinci koriste kao drogu.
I kada se koristi za ublažavanje bolova, fentalin može biti opasan po zdravlje i život. Upotrebom fentalina kao leka protiv bolova veoma lako može doći do predoziranja. Pacijenti koji, usled neke bolesti, imaju velike bolove, često povećaju dozu tako da dolazi do narušavanja zdravlja, pa čak i do smrti.
Neki od poznatih slučajeva predoziranja su slučajevi muzičara i pevača Prinsa i Lila Pipa. Prins je konzumirao fentanil zbog velikih bolova, tako da se predoziranje, nažalost, završilo smrtnim ishodom, dok je Lil Pip fentanil, zajedno sa drugim supstancama, uzimao kao drogu.

## Literatura
1. ↑  „Journal Article”. SpringerLink. Приступљено 28. 7. 2010.[мртва веза]
2. ↑  „Sublimaze Official FDA information, side effects and uses”. Drugs.com. Приступљено 28. 7. 2010.
3. ↑  „Introducing Onsolis”. Onsolis.com. Приступљено 28. 7. 2010.
4. ↑  „London, 23 April 2009” (PDF). Архивирано из оригинала (PDF) 7. 7. 2009. г. Приступљено 28. 7. 2010.
5. ↑  „Abstral: Prescribing Information”. Архивирано из оригинала 14. 07. 2011. г. Приступљено 7. 1. 2011.
6. ↑  „WCPI Focus on Pain Series: The Three Faces of Fentanyl”. Aspi.wisc.edu. Архивирано из оригинала 10. 6. 2010. г. Приступљено 28. 7. 2010.
7. ↑  „Fentanyl I.V. Used in Surgery”. Архивирано из оригинала 20. 03. 2011. г. Приступљено 7. 5. 2011.
8. ↑  „DBL Fentanyl injection”. Medsafe. Архивирано из оригинала 03. 06. 2010. г. Приступљено 28. 7. 2010.
9. ↑  „Data Sheet”. Medsafe.govt.nz. 1. 3. 2008. Архивирано из оригинала 03. 06. 2010. г. Приступљено 28. 7. 2010.
10. ↑  Strobl, A.; Quinn, M. D. „Press Release June 2, 2016” (Саопштење). Midwest Medical Examiner's Office. Приступљено 2. 6. 2016.
11. ↑  „Lil Peep Died of Toxic Fentanyl-Xanax Overdose: Report”. People.com. Приступљено 16. 1. 2018.

## Spoljašnje veze
- Fentanil
- FDA informacije
- DEA informacije
- Informacije o leku

|  | Molimo Vas, obratite pažnju na važno upozorenje u vezi sa temama iz oblasti medicine (zdravlja). |